# E.T. (chanson)
Pour les articles homonymes, voir E.T..
Singles de Katy Perry
Firework
(2010) Last Friday Night (T.G.I.F.)
(2011)
Singles par Kanye West
All of the Lights
(2011) Otis
(2011)
E.T. est une chanson de la chanteuse américaine Katy Perry extraite de son troisième album studio Teenage Dream (2010). Écrite par Perry, Dr. Luke, Max Martin, et Ammo, et produite par les trois derniers, elle est dans un premier temps sortie comme le troisième single promotionnel de l'album sur iTunes le 17 août 2010. La chanson a été annoncée plus tard comme le quatrième single de l'album, dont la sortie s'est effectuée le 16 février 2011 avec la mise en vente d'une nouvelle version en featuring avec le rappeur américain Kanye West. Ce dernier est aussi apparu dans le clip vidéo dirigé par Floria Sigismondi, et est sorti le 30 mars 2011. Une vidéo officielle des paroles de la chanson a été importée sur la page YouTube de Katy Perry le 13 mars 2011, et un teaser de vingt secondes fut mis en ligne quelques jours plus tard.
Perry utilise dans sa chanson des métaphores extraterrestres, en effet E.T. fait ressentir à Perry l'envie de « falling in love with a foreigner », en français, « tomber amoureux(se) d'un étranger ». West a écrit et chante deux couplets dans la chanson, incluant une utilisation d'Auto-Tune à certains temps. Les deux versions (album et single) ont fait l'objet de critiques mixtes. Fin mars, le single se place numéro un au Billboard Hot 100 en détrônant Lady Gaga avec son célèbre single Born This Way, devenant aussi le septième hit de Perry entrant dans le top dix aux États-Unis et le quatrième single n°1 de Teenage Dream. Il se plaça également numéro un en Nouvelle-Zélande, numéro cinq en Australie, et numéro dix au Canada.

## Développement et sortie

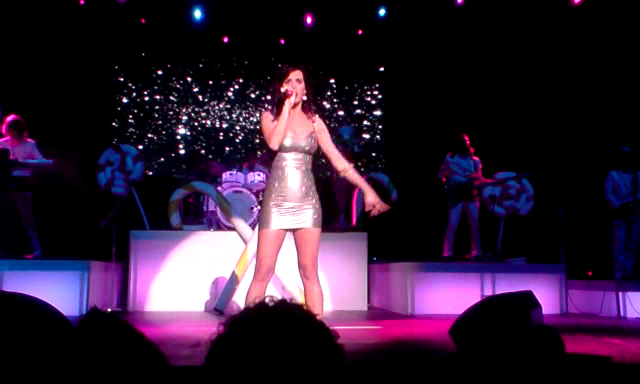
Katy Perry chantant E.T. à Budapest, en octobre 2010.

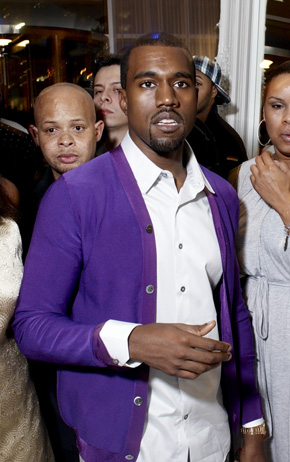
Le rappeur américain Kanye West est en featuring sur la version single de E.T..

Avant la sortie de Teenage Dream, E.T. était sorti comme le troisième et dernier single promotionnel de l'album le 17 août 2010. Perry a décidé de laisser ses fans choisir le quatrième single de l'album via le site de réseau social Twitter. Si Peacock a été originellement choisi pour devenir le prochain single, E.T. a été finalement choisi et annoncé officiellement comme le quatrième single par le label.  
Le vidéoclip pour E.T. a été dirigé par Floria Sigismondi, et est en featuring avec West. Le clip de E.T. est sorti le 30 mars 2011.
Le clip a été visionné plus de 536 millions de fois sur Youtube.

## Performance dans les classements
À la suite de la publication numérique de la chanson en août 2010, E.T. fait ses débuts aux États-Unis et au Canada et atteint le numéro quarante-deux sur le US Hot 100 et au nombre de treize sur le Canadian Hot 100.
En 2011, à la suite de l'annonce de la chanson comme étant le prochain single de Teenage Dream et à la sortie de la version single avec Kanye West, le titre réapparait dans les classements : E.T. se hisse ainsi jusqu'à la première place aux États-Unis et en Nouvelle-Zélande, à la cinquième place en Australie et à la dixième place au Canada.

## Liste des pistes
- Téléchargement Digital

1. E.T. (featuring Kanye West) – 3:51

- Remix EP – téléchargement digital

1. E.T. (Tiësto Remix – Club Edit) – 7:10
2. E.T. (Benny Benassi Radio Edit) – 3:20
3. E.T. (Dave Audé Remix – Radio Edit) – 3:38
4. E.T. (Noisia Remix) – 3:53
5. E.T. (Johnson Somerset & John Monkman Remix) – 9:49

- CD single - Allemagne

1. E.T. (featuring Kanye West) – 3:49
2. E.T. (Tiësto Radio Edit) – 4:03

- Remix EP Allemagne – téléchargement digital

1. E.T. (featuring Kanye West) – 3:51
2. E.T. (Tiësto Remix – Club) – 7:10
3. E.T. (Benny Benassi Radio Edit) – 3:20
4. E.T. (Dave Audé Remix – Radio Edit) – 3:38
5. E.T. (Noisia Remix) – 3:53
6. E.T. (Johnson Somerset et John Monkman Remix) – 9:49

## Personnel
- Auteur-compositeur – Katy Perry, Lukasz Gottwald, Max Martin, Joshua Coleman
- Production, tambours, keyboards et programmation – Dr. Luke, Ammo, Max Martin
- Ingénieurs du son – Emily Wright, Sam Holland
- Assistant ingénieur du son – Aniela Gottwald
- Mixage – Serban Ghenea
- Ingénieur Mixage – John Hanes
- Assistant ingénieur mixage – Tim Roberts
- Chant – Katy Perry et Kanye West

## Classements et certifications
| Classement (2010)                       | Meilleure position |
| --------------------------------------- | ------------------ |
| Canada (Hot 100)                        | 13                 |
| États-Unis (Hot 100)                    | 42                 |
| Classement (2011)                       | Meilleure position |
| Allemagne (Media Control AG)            | 8                  |
| Australie (ARIA)                        | 5                  |
| Autriche (Ö3 Austria Top 40)            | 14                 |
| Belgique (Flandre Ultratop 50 Singles)  | 44                 |
| Belgique (Wallonie Ultratop 50 Singles) | 26                 |
| Canada (Hot 100)                        | 1                  |
| Danemark (Tracklisten)                  | 26                 |
| Europe (Hot 100)                        | 20                 |
| Finlande (Suomen virallinen lista)      | 15                 |
| France (SNEP)                           | 10                 |
| Irlande (IRMA)                          | 5                  |
| Italie (FIMI)                           | 7                  |
| Pays-Bas (Nederlandse Top 40)           | 27                 |
| Nouvelle-Zélande (RMNZ)                 | 1                  |
| Écosse (OCC)                            | 3                  |
| Slovaquie (IFPI Rádio)                  | 41                 |
| Suède (Sverigetopplistan)               | 32                 |
| Suisse (Schweizer Hitparade)            | 15                 |
| Royaume-Uni (UK Singles Chart)          | 5                  |
| États-Unis (Hot 100)                    | 1                  |
| États-Unis (Pop Airplay)                | 1                  |
| États-Unis (Adult Pop Songs)            | 16                 |
| États-Unis (Dance Club Songs)           | 1                  |

| Classement (2011)                           | Position |
| ------------------------------------------- | -------- |
| Australie Singles Chart                     | 15       |
| Autriche Ö3 Austria Top 40                  | 47       |
| Belgique Singles Chart (Flandre)            | 96       |
| Belgique Singles Chart (Wallonie)           | 58       |
| Canada Canadian Hot 100                     | 10       |
| Allemagne Media Control Chart               | 57       |
| Hongrie Airplay Chart                       | 72       |
| Nouvelle-Zélande Singles Chart              | 12       |
| Royaume-Uni UK Singles Chart                | 35       |
| États-Unis Billboard Hot 100                | 4        |
| États-Unis Digital Songs                    | 2        |
| États-Unis Radio Songs                      | 5        |
| États-Unis Adult Pop Songs                  | 21       |
| États-Unis Hot Dance Club Songs (Billboard) | 1        |
| États-Unis Pop Songs                        | 3        |

| Pays             | Organisme | Certification |
| ---------------- | --------- | ------------- |
| Australie        | ARIA      | 3 × Platine   |
| Autriche         | IFPI      | Or            |
| Canada           | CRIA      | 4 × Platine   |
| Danemark         | IFPI      | Or            |
| Allemagne        | BVMI      | Or            |
| Italie           | FIMI      | Platine       |
| Nouvelle-Zélande | RIANZ     | Platine       |
| Royaume-Uni      | BPI       | Or            |
| États-Unis       | RIAA      | 8× Platine    |

## Historique des sorties
| Pays             | Date                         | Format                                       | Label           |
| ---------------- | ---------------------------- | -------------------------------------------- | --------------- |
| États-Unis       | 17 août 2010                 | Single promotionnel – téléchargement digital | Capitol Records |
| France           | 11 février 2011              | Téléchargement digital                       | Capitol Records |
| Royaume-Uni      | 16 février 2011              | Téléchargement digital                       | Capitol Records |
| États-Unis       | 16 février 2011              | Téléchargement digital                       | Capitol Records |
| 1er mars 2011    | Mainstream et rhythmic radio |                                              | Capitol Records |
| Australie        | 4 mars 2011                  | Remix EP – téléchargement digital            | Capitol Records |
| Belgique         | 4 mars 2011                  | Remix EP – téléchargement digital            | Capitol Records |
| Nouvelle-Zélande | 4 mars 2011                  | Remix EP – téléchargement digital            | Capitol Records |
| États-Unis       | 8 mars 2011                  | Remix EP – téléchargement digital            | Capitol Records |
| Royaume-Uni      | 14 mars 2011                 | Remix EP – téléchargement digital            | Capitol Records |
| Allemagne        | 18 mars 2011                 | CD single                                    | Capitol Records |
| Allemagne        | 18 mars 2011                 | Remix EP – téléchargement digital            | Capitol Records |
| Royaume-Uni      | 3 avril 2011                 | CD single                                    | Capitol Records |
| États-Unis       | 11 avril 2011                | Hot/Modern adult contemporary radio          | Capitol Records |